# Панчево (село)
Вижте пояснителната страница за други значения на Панчево.
Панчево е село в Южна България. То се намира в община Кърджали, област Кърджали.

## География
Село Панчево се намира в планински район.

## Население
Численост и дял на етническите групи според преброяването на населението през 2011 г.:
|                     | Численост | Дял (в %) |
| Общо                | 236       | 100,00    |
| Българи             | 234       | 99,15     |
| Турци               | 0         | 0,00      |
| Цигани              | 0         | 0,00      |
| Други               | 0         | 0,00      |
| Не се самоопределят | 0         | 0,00      |
| Неотговорили        | 1         | 0,42      |